# Rochelia leiosperma
Rochelia leiosperma är en strävbladig växtart som först beskrevs av Mikhail Grigoríevič Popov, och fick sitt nu gällande namn av Vitaliǐ Petrovich Goloskokov. Rochelia leiosperma ingår i släktet Rochelia och familjen strävbladiga växter. Inga underarter finns listade i Catalogue of Life.